# Foggy Nelson
Franklin P. "Foggy" Nelson är en seriefigur i berättelserna om Daredevil i Marvels universum, skapad av Stan Lee och Bill Everett. Han är Matt Murdocks bästa vän och i mestadelen av seriens hans advokatkollega. I filmen Daredevil (2003) spelas han av Jon Favreau. Elden Henson spelade som Foggy Nelson i Marvel's Daredevil.